# Ibid (relato)
Ibid (título original en inglés: Ibid) es una parodia del escritor estadounidense de terror H. P. Lovecraft, escrita en 1927 o 1928 y publicada por primera vez en la edición de enero de 1938 de O-Wash-Ta-Nong.

## Argumento
Ibid es una biografía ficticia del erudito romano Ibidus (486-587), cuya obra maestra fue Op. Cit., "en donde todo el trasfondo significativo del pensamiento grecorromano cristalizó de una vez por todas". La obra sigue el rastro histórico del cráneo de Ibidus, inicialmente en posesión de Carlomagno, Guillermo I de Inglaterra y otros personajes, hasta los Estados Unidos, donde viaja a través de Salem, Massachusetts, y Providence, Rhode Island, hasta un hoyo de perros de las praderas en Milwaukee, Wisconsin.

## Sátira
La historia está precedida por el epígrafe "...como Ibid dice en su famosa Vidas de poetas. De un estudio erudito". Pero S. T. Joshi y David E. Schultz informan que "el objetivo de la sátira en Ibid no es tanto la locura de los estudiantes como la pomposidad de la erudición académica".